# Birmingham Mail
Birmingham Mail – dziennik z redakcją w Birmingham w Anglii.  

## Charakterystyka
Gazeta dystrybuowana jest w miastach Birmingham i Solihull w regionie Black Country oraz części hrabstw Warwickshire, Worcestershire i Staffordshire. Dziennik został założony  w 1870 roku jako ”Birmingham Daily Mail”. W 1963 roku, po połączeniu z ”Birmingham Evening Despatch” był wydawany jako ”Birmingham Evening Mail and Despatch”. Od 1967 roku do 2005 roku gazeta wydawana była jako ”Birmingham Evening Mail”  Obecnie publikowana jest od poniedziałku do soboty. Ten sam wydawca dystrybuuje ”The Sunday Mercury” ukazujący się w niedziele. Dzienny nakład gazety to ok. 12 tysięcy płatnych egzemplarzy. Internetową wersję gazety, wydawaną pod nazwą ”BirminghamLive”, odwiedza ok. 15 milionów UU miesięcznie. Gazeta jest własnością Reach plc, które to wydawnictwo jest również właścicielem ogólnokrajowego Daily Mirror.